# Vansjø
Vansjø est un lac dans les municipalités de Moss, Råde, Rygge et Våler dans le comté d'Østfold en Norvège.

## Description
Le lac Vansjø se jette dans la rivière Mosseelva, où elle a fourni de l'énergie pour les opérations de scierie et les opérations d'usine, puis se jette dans l'Oslofjord. Vansjø est également utilisé comme source d' eau potable dans de grandes parties de la région de Moss (environ 60 000 personnes).
Vansjø est le plus grand lac d'Østfold, et le 35ème plus grand lac de Norvège. Le paysage de Vansjø regorge de fjords, d'îles, d'îlots et de détroits, et propice aux activités de plein air et aux expériences nature.
La zone côtière au sud et à l'ouest du lac est plus densément peuplée. La route européenne 6 (E6) et l'Aéroport de Moss-Rygge s'y trouvent également . Il existe également des voies de la ligne de chemin de fer Østfoldbanen.

## Les îles lacustres
- Dillingøya
- Oxenøya
- Bliksøya
- Langøya (Råde)
- Gressøya
- Tombøya
- Burumøya
- Østenrødøya
- Gudøya

## Aires protégées
- La Réserve naturelle de Vestre Vansjø se situe sur le bassin sud-ouest du lac, au sud de Dillingoya[2]. Créée en 1992 pour préserver ces zones humides importantes avec de la végétation et de la faune et en particulier les oiseaux.
- La Réserve naturelle de Moskjæra se situe dans le bassin oriental du lac[3].
- La Réserve naturelle de Sandå et Henestangen située sur le bassin est du lac, comprenant la partie nord de Gressøya et Tombøya [4]